# Cucullia atrocaerulea
Cucullia atrocaerulea là một loài bướm đêm trong họ Noctuidae.